# Космос-2389
Космос-2389 је један од преко 2400 совјетских вјештачких сателита лансираних у оквиру програма Космос.
Космос-2389 је лансиран са космодрома Плесецк, Русија, 28. маја 2002. Ракета-носач Космос је поставила сателит у орбиту око планете Земље. 